# Caldecott (Rutland)
Caldecott è un villaggio e parrocchia civile dell'Inghilterra, appartenente alla contea del Rutland.